# Officiorum ac Munerum
Officiorum ac Munerum va ser una Constitució Apostòlica emesa pel Papa Lleó XIII el 25 de gener de 1897.
La constitució acaba les normes relatives a la pena d'excomunió per a la lectura o la possessió de les obres herètiques o prohibides, i els substitueix pels nous decrets generals.